# 6시 내고향
《6시 내고향》또는 《KBS 네트워크 연결 6시 내고향》은 KBS 1TV에서 매주 평일 저녁 6시 ~ 7시에 방송되는 시사교양 고향 정보 및 지역 네트워크 연결 프로그램이다.

## 방송 시간
※ 본 방송 시간의 기준은 2018년 7월 9일을 기준으로 하며 평일 방송 시간을 기준으로 작성함. 평일 코너별(네트워크 연결 - 포함) 부제명 방송 시간에서만 유동적으로 부제가 변경될 수 있다.
- 공휴일, 특집 프로그램, KBS 뉴스특보 등이 편성되면 특집 프로그램이 편성될 경우 방송 시간이 변경되거나 결방할 수 있다.
- 저작권 문제로 인하여 일부 해당 요일별 코너의 한 회의 다시 보기를 제공하지 않을 수 있다.

| 방송 채널 | 방송 기간                                            | 방송 시간                                    | 비고   |
| --------- | ---------------------------------------------------- | -------------------------------------------- | ------ |
| KBS 1TV   | 1991년 5월 20일~10월 3일                             | 월~목요일 저녁 6시 15분 ~ 7시                | [ 1 ]  |
| KBS 1TV   | 1991년 10월 7일~1992년 4월 3일                       | 평일 저녁 6시 ~ 7시                          | [ 2 ]  |
| KBS 1TV   | 2018년 7월 9일~ 방영중                               | 평일 저녁 6시 ~ 7시                          | [ 3 ]  |
| KBS 1TV   | 1992년 4월 6일~1993년 4월 30일                       | 평일 저녁 6시 ~ 6시 50분                     | [ 4 ]  |
| KBS 1TV   | 2001년 11월 5일~2002년 10월 25일                     | 평일 저녁 6시 ~ 6시 50분                     | [ 5 ]  |
| KBS 1TV   | 1992년 10월 11일~1993년 4월 25일                     | 일요일 저녁 6시 ~ 7시                        | [ 6 ]  |
| KBS 1TV   | 1993년 5월 3일~5월 6일                               | 월요일 ~ 목요일 저녁 6시 ~ 6시 35분          | [ 7 ]  |
| KBS 1TV   | 1993년 5월 10일~7월 29일                             | 월요일 ~ 목요일 저녁 6시 ~ 6시 40분          | [ 8 ]  |
| KBS 1TV   | 1993년 8월 2일~5일                                   | 월요일 ~ 화요일 저녁 5시 45분 ~ 6시 30분     | [ 9 ]  |
| KBS 1TV   | 1993년 8월 2일~5일                                   | 수요일 저녁 6시 ~ 6시 30분                   | [ 9 ]  |
| KBS 1TV   | 1993년 8월 2일~5일                                   | 목요일 저녁 5시 30분 ~ 6시 15분              | [ 9 ]  |
| KBS 1TV   | 1993년 8월 9일~12일                                  | 월요일 ~ 목요일 저녁 5시 45분 ~ 6시 30분     | [ 10 ] |
| KBS 1TV   | 1993년 8월 16일~10월 14일                            | 월요일 ~ 목요일 저녁 6시 ~ 7시               | [ 11 ] |
| KBS 1TV   | 1993년 10월 18일~1994년 2월 17일                     | 월요일 ~ 목요일 저녁 6시 15분 ~ 7시          | [ 12 ] |
| KBS 1TV   | 1994년 5월 2일~10월 6일                              | 월요일 ~ 목요일 저녁 6시 15분 ~ 7시          | [ 13 ] |
| KBS 1TV   | 1994년 2월 21일~4월 28일                             | 평일 저녁 6시 30분 ~ 7시                     | [ 14 ] |
| KBS 1TV   | 1994년 10월 10일~1995년 9월 1일                      | 평일 저녁 6시 30분 ~ 7시                     | [ 15 ] |
| KBS 1TV   | 1995년 9월 4일~1998년 10월 9일                       | 평일 저녁 6시 30분 ~ 7시                     | [ 16 ] |
| KBS 1TV   | 1998년 10월 12일~1999년 4월 29일                     | 월요일 ~ 목요일 저녁 6시 15분 ~ 7시          | [ 17 ] |
| KBS 1TV   | 1999년 7월 5일~2001년 11월 2일                       | 평일 저녁 6시 ~ 6시 55분                     | [ 18 ] |
| KBS 1TV   | 2002년 10월 28일~2016년 12월 30일                    | 평일 저녁 6시 ~ 6시 55분                     | [ 19 ] |
| KBS 1TV   | 2017년 1월 2일~9월 1일 2018년 3월 5일~7월 6일        | 월요일 ~ 목요일 저녁 6시 ~ 6시 55분          |        |
| KBS 1TV   | 2017년 1월 2일~9월 1일 2018년 3월 5일~7월 6일        | 금요일 저녁 6시 ~ 7시                        | [ 20 ] |
| KBS 1TV   | 2017년 9월 4~8일                                     | 월요일 ~ 수요일 저녁 6시 ~ 6시 55분          | [ 21 ] |
| KBS 1TV   | 2017년 9월 4~8일                                     | 목요일 ~ 금요일 저녁 6시 ~ 7시               | [ 21 ] |
| KBS 1TV   | 2017년 9월 11~22일                                   | 월요일 · 금요일 저녁 6시 ~ 7시               | [ 22 ] |
| KBS 1TV   | 2017년 9월 11~22일                                   | 화요일 ~ 목요일 저녁 6시 ~ 6시 55분          | [ 22 ] |
| KBS 1TV   | 2017년 10월 2~6일                                    | 월요일 ~ 수요일 · 금요일 저녁 6시 ~ 7시 10분 |        |
| KBS 1TV   | 2017년 10월 2~6일                                    | 목요일 저녁 6시 ~ 7시                        |        |
| KBS 1TV   | 2017년 10월 9~13일                                   | 월요일 저녁 6시 ~ 7시 10분                   | [ 23 ] |
| KBS 1TV   | 2017년 10월 9~13일                                   | 화요일 ~ 수요일 저녁 6시 ~ 6시 55분          | [ 23 ] |
| KBS 1TV   | 2017년 10월 9~13일                                   | 금요일 저녁 6시 ~ 7시                        | [ 23 ] |
| KBS 1TV   | 2017년 10월 23~27일                                  | 월요일 ~ 화요일 저녁 6시 ~ 6시 55분          | [ 24 ] |
| KBS 1TV   | 2017년 10월 23~27일                                  | 수요일 ~ 목요일 저녁 6시 ~ 6시 40분          | [ 24 ] |
| KBS 1TV   | 2017년 10월 23~27일                                  | 금요일 저녁 6시 ~ 7시                        | [ 24 ] |
| KBS 1TV   | 2017년 10월 30일~11월 3일                            | 월요일 ~ 화요일 저녁 6시 ~ 6시 40분          | [ 25 ] |
| KBS 1TV   | 2017년 10월 30일~11월 3일                            | 목요일 저녁 6시 ~ 6시 55분                   | [ 25 ] |
| KBS 1TV   | 2017년 10월 30일~11월 3일                            | 금요일 저녁 6시 ~ 7시                        | [ 25 ] |
| KBS 1TV   | 2017년 11월 6~10일                                   | 월요일 ~ 화요일 · 목요일 저녁 6시 ~ 6시 40분 | [ 26 ] |
| KBS 1TV   | 2017년 11월 6~10일                                   | 수요일 저녁 6시 ~ 6시 55분                   | [ 26 ] |
| KBS 1TV   | 2017년 11월 6~10일                                   | 금요일 저녁 6시 ~ 7시                        | [ 26 ] |
| KBS 1TV   | 2017년 11월 13~17일 2017년 11월 27일~2018년 1월 26일 | 월요일 ~ 목요일 저녁 6시 ~ 6시 40분          | [ 27 ] |
| KBS 1TV   | 2017년 11월 13~17일 2017년 11월 27일~2018년 1월 26일 | 금요일 저녁 6시 ~ 7시                        | [ 27 ] |
| KBS 1TV   | 2017년 11월 21~24일                                  | 화요일 저녁 6시 ~ 6시 40분                   | [ 28 ] |
| KBS 1TV   | 2017년 11월 21~24일                                  | 수요일 ~ 목요일 저녁 6시 ~ 6시 40분          | [ 28 ] |
| KBS 1TV   | 2017년 11월 21~24일                                  | 금요일 저녁 6시 ~ 7시                        | [ 28 ] |
| KBS 1TV   | 2018년 1월 29일~2월 2일                              | 월요일 저녁 6시 ~ 6시 40분                   | [ 29 ] |
| KBS 1TV   | 2018년 1월 29일~2월 2일                              | 화요일 ~ 금요일 저녁 6시 ~ 7시               | [ 29 ] |
| KBS 1TV   | 2018년 2월 12~16일                                   | 월요일 ~ 수요일 저녁 6시 ~ 6시 40분          | [ 30 ] |
| KBS 1TV   | 2018년 2월 12~16일                                   | 목요일 ~ 금요일 저녁 6시 ~ 7시               | [ 30 ] |
| KBS 1TV   | 2018년 2월 19~23일                                   | 월요일 ~ 화요일 · 목요일 저녁 6시 ~ 6시 55분 |        |
| KBS 1TV   | 2018년 2월 19~23일                                   | 금요일 저녁 6시 ~ 7시                        |        |

## MC

### 남성
| #      | 이름   | 진행기간                            | 비고   |
| ------ | ------ | ----------------------------------- | ------ |
| 제1대  | 박용호 | 1991년 5월 20일 ~ 1999년 10월 10일  |        |
| 제2대  | 김선동 | 1999년 10월 11일 ~ 1999년 11월 28일 |        |
| 제3대  | 이성민 | 1999년 11월 29일 ~ 2000년 4월 30일  |        |
| 제4대  | 이형걸 | 2000년 5월 1일 ~ 2003년 2월 19일    |        |
| 제5대  | 김재원 | 2003년 2월 20일 ~ 2004년 2월 24일   |        |
| 제6대  | 오태훈 | 2004년 2월 25일 ~ 2004년 4월 30일   |        |
| 제7대  | 김재원 | 2004년 5월 1일 ~ 2005년 8월 14일    |        |
| 제8대  | 전인석 | 2005년 8월 15일 ~ 2007년 3월 31일   |        |
| 제9대  | 서기철 | 2007년 4월 1일 ~ 2008년 11월 16일   |        |
| 제10대 | 성세정 | 2008년 11월 17일 ~ 2013년 4월 7일   |        |
| 제11대 | 김재원 | 2013년 4월 8일 ~ 2018년 5월 27일    | [ 35 ] |
| 제12대 | 윤인구 | 2018년 5월 28일 ~ 2025년 3월 31일   | [ 36 ] |
| 제13대 | 강승화 | 2025년 4월 1일 ~ 현재               | [ 37 ] |

### 여성
| #      | 이름   | 진행기간                            |        |
| ------ | ------ | ----------------------------------- | ------ |
| 제1대  | 이금희 | 1991년 5월 20일 ~ 1994년 10월 9일   |        |
| 제2대  | 진양혜 | 1994년 10월 10일 ~ 1995년 3월 5일   | [ 38 ] |
| 제3대  | 이한숙 | 1995년 3월 6일 ~ 1996년 3월 3일     |        |
| 제4대  | 김성은 | 1996년 3월 4일 ~ 1997년 10월 19일   | [ 39 ] |
| 제5대  | 유정아 | 1997년 10월 20일 ~ 1998년 10월 11일 |        |
| 제6대  | 국혜정 | 1998년 10월 12일 ~ 1999년 10월 10일 | [ 41 ] |
| 제7대  | 홍소연 | 1999년 10월 11일 ~ 1999년 11월 28일 |        |
| 제8대  | 국혜정 | 1999년 11월 29일 ~ 2000년 4월 30일  |        |
| 제9대  | 오유경 | 2000년 5월 1일 ~ 2001년 4월 29일    |        |
| 제10대 | 김성은 | 2001년 4월 30일 ~ 2002년 3월 31일   | [ 45 ] |
| 제11대 | 오유경 | 2002년 4월 1일 ~ 2005년 5월 8일     |        |
| 제12대 | 최원정 | 2005년 5월 9일 ~ 2007년 3월 31일    | [ 47 ] |
| 제13대 | 윤수영 | 2007년 4월 1일 ~ 2008년 3월 30일    |        |
| 제14대 | 이지애 | 2008년 3월 31일 ~ 2010년 5월 9일    | [ 50 ] |
| 제15대 | 오정연 | 2010년 5월 10일 ~ 2013년 4월 7일    | [ 51 ] |
| 제16대 | 가애란 | 2013년 4월 8일 ~ 2014년 4월 6일     | [ 52 ] |
| 제17대 | 김솔희 | 2014년 4월 7일 ~ 2018년 4월 15일    | [ 54 ] |
| 제18대 | 이지연 | 2018년 4월 16일 ~ 2018년 5월 27일   | [ 55 ] |
| 제19대 | 가애란 | 2018년 5월 28일 ~ 2022년 8월 21일   | [ 56 ] |
| 제20대 | 김진희 | 2022년 8월 22일 ~ 2022년 12월 31일  | [ 57 ] |
| 제21대 | 가애란 | 2023년 1월 1일 ~ 2025년 3월 31일    | [ 58 ] |
| 제22대 | 김진희 | 2025년 4월 1일 ~ 현재               | [ 59 ] |